# Toreken

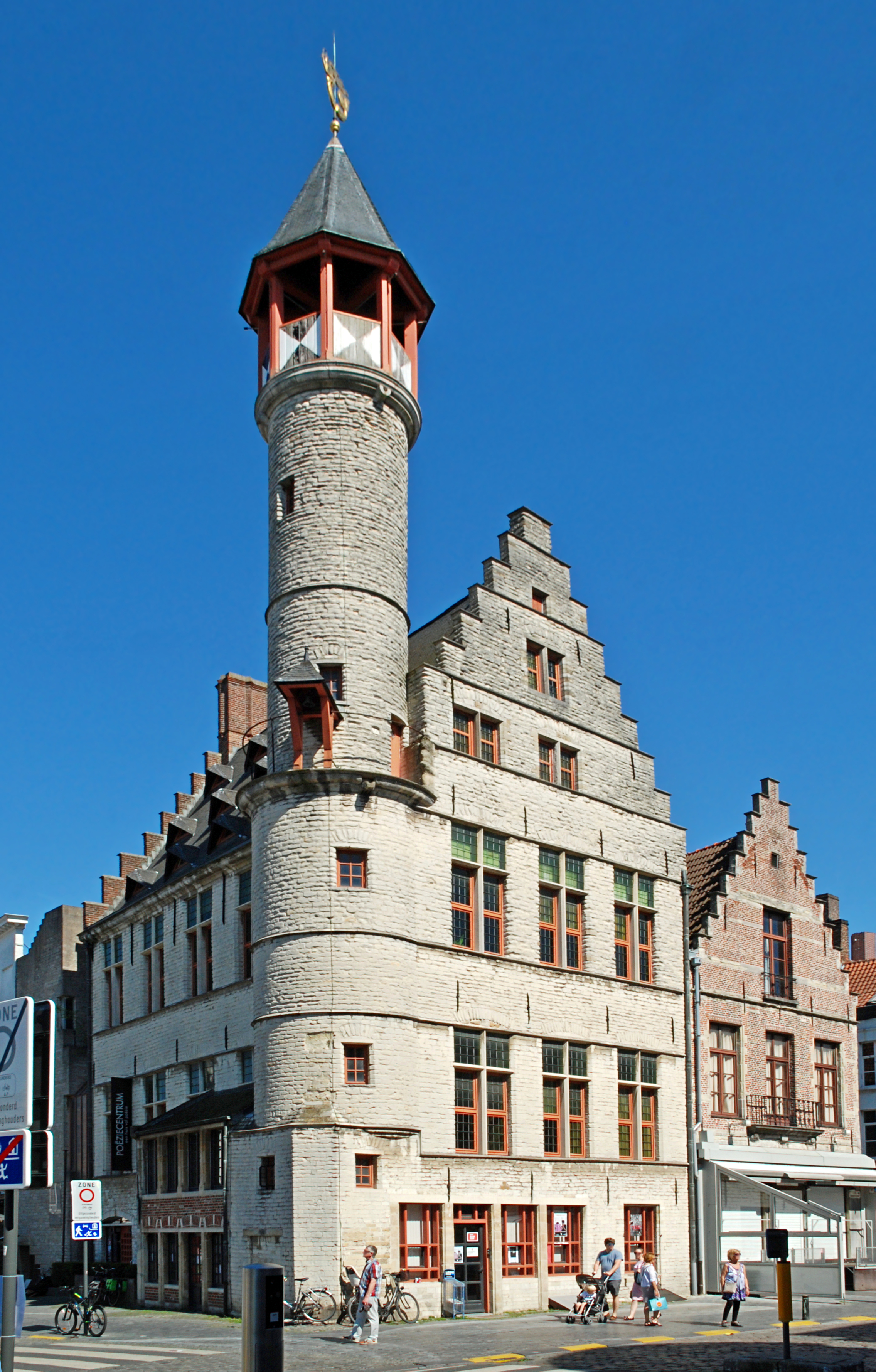
Het Toreken

Het Toreken is een gebouw op de hoek van de Vrijdagmarkt en de Kammerstraat van de Belgische stad Gent. Anno 2012 biedt het onderdak aan het Poëziecentrum.

## Geschiedenis
Tijdens de 14e eeuw verhandelden grauwwerkers (pels- en bontbewerkers) en lammerwerkers (bewerkers van schapenvachten) hier hun koopwaar in een houten gebouw. In 1422 kochten de huidenvetters het op om het in 1450 om te bouwen tot een stenen ambachtshuis. De afwerking met een uitkijktoren, bekroond met een windwijzer in de vorm van een meermin met de naam Melusine volgde in 1483. Het Toreken werd ook Huidevettershuis en Meerminne genoemd.
Nadat keizer Karel V in 1540 een einde had gemaakt aan de macht van de gilden, kwam het Toreken in bezit van particulieren. Op 15 april 1550 kocht Floreyns van den Driessche het Huidevettershuis van Lieven Petrins. Een paar maanden later ontstond er een geschil met de buren "wegens het optimmeren van een winkeltje onder aan het torenke, waardoor zij voor het uitstellen van hunner koopwaren gehinderd zijn" (26 september 1550).
Bij restauratie in 1982 kreeg de klok Maria die in 1511 in het Toreken werd opgehangen opnieuw haar oorspronkelijke plaats terug nadat ze honderd jaar in het Museum van het Belfort was bewaard. Ze werd vervaardigd door de Mechelse klokkengieter Joris Waghenens.